# 苫野一徳
苫野 一徳（とまの いっとく、1980年2月28日 - ）は、日本の哲学者、教育学者。熊本大学大学院教育学研究科・教育学部准教授。博士（教育学）。兵庫県出身。

## 概要
関西学院高等部、早稲田大学教育学部卒業後、同大学院教育学研究科修士課程・博士課程修了。早稲田大学教育学部助手、日本学術振興会特別研究員（PD）などを経て現職。市村尚久、竹田青嗣らに師事。専門は哲学、教育学。
2011年、『エマソンにおける「個」の概念ー現代思想からの再評価を基に』で早稲田大学より博士（教育学）を取得した。
2017年、一般財団法人軽井沢風越学園設立準備財団の理事に就任し、本城慎之介、岩瀬直樹らと共に、2020年に幼・小・中一貫の軽井沢風越学園を開校予定であることを発表した。2019〜2020年、学校法人軽井沢風越学園理事を務めた。
2020年より熊本市教育委員を務めている。
2023年、山口裕也と共に、「学びの構造転換」の実現や、「哲学原理とエビデンスに基づいた実践／政策（P-EBP: Philosophical principles and Evidence Based Practice / Policy）」のエコシステムを創造することを目的とした一般社団法人School Transformation Networking（通称ScTN）を設立し、理事を務める。
経済産業省産業構造審議会教育イノベーション小委員会委員、名古屋市ナゴヤ・スクールイノベーション事業アドバイザー、芦屋市教育アドバイザーなどを歴任。
DMMオンラインサロンにて「苫野一徳オンラインゼミ」を運営している。

## 著書

### 単著
- 『どのような教育が「よい」教育か』（講談社、2011年）
- 『勉強するのは何のため？―僕らの「答え」のつくり方』（日本評論社、2013年）
- 『「自由」はいかに可能か―社会構想のための哲学』（NHKブックス、2014年）
- 『教育の力』（講談社現代新書、2014年）
- 『子どもの頃から哲学者：世界一面白い、哲学を使った「絶望からの脱出」！』（大和書房、2016年）
- 『はじめての哲学的思考』（ちくまプリマー新書、2017年）
- 『自由の相互承認』（上・下）（詩想舎、2017年）
- 『「学校」をつくり直す』（河出書房新社、2019年）
- 『ほんとうの道徳』（トランスビュー、2019年）
- 『愛』（講談社現代新書、2019年）
- 『NHK100分de名著 苫野一徳特別授業 「社会契約論」』（NHK出版、2022年）
- 『未来のきみを変える読書術ーなぜ本を読むのか？』（ちくまQブックス、2021年）
- 『学問としての教育学』（日本評論社、2022年）
- 『『エミール』を読む』（岩波書店、2024年）
- 『親子で哲学対話ー10分からはじめる「本質を考える」レッスン』（大和書房、2024年）

### 共著
- 『公教育をイチから考えよう』（日本評論社、2016年、リヒテルズ直子との共著）
- 『問い続ける教師ー教育の哲学×教師の哲学』（学事出版、2017年、多賀一郎との共著）
- 『学校は、何をするところか』（中村堂、2018年、菊池省三との共著）
- 『みらいの教育ー学校現場をブラックからワクワクへ変える』（武久出版、2018年、内田良との共著）
- 『真正の「共生体育」をつくる』（大修館書店、2020年、梅澤秋久との共編著）
- 『子どもたちに民主主義を教えようー対立から合意を導く力を育む 』（あさま社、2022年、工藤勇一との共著）
- 『校則が変わる、生徒が変わる、学校が変わるーみんなのルールメイキングプロジェクト 』（学事出版、2022年、古田雄一、認定NPOカタリバとの共編著）
- 『公教育で社会をつくるーほんとうの対話、ほんとうの自由 』（日本評論社、2023年、リヒテルズ直子との共著）
- 『教育観を磨くー子どもが輝く学校をめぐる旅』（日本能率協会マネジメントセンター、2023年、井藤元、小木曽由佳との共著）
- 『伝授！哲学の極意ー本質から考えるとはどういうことか』（河出書房新社、2025年、竹田青嗣との共著）
- 『ことばの教育の力ー「自由の相互承認」の実質化をめざして』（明石書店、2025年、佐藤慎司、稲垣みどりとの共編著）

### 分担執筆など
- 「教えない」から学びが育つ-子どもが自律する教育のミライ（ウェッジ、2025年）
- チーム担任制（さくら社、2025年）
- 保育から世界が変わる-大豆生田啓友対談集（北大路書房、2025年）
- PTAでもPTAでなくてもいいんだけど、保護者と学校がこれから何をしたらいいか考えた（教育開発研究所、2024年）
- 学校は誰のもの?-子ども主役の学校へ、いま名古屋から（東洋館出版社、2024年）
- 明日からの教室のつくりかた （インプレス教育ICT書籍編集チーム、2023年）
- 道徳は本当に教えられるのかー未来から考える道徳教育への12の提言  （東洋館出版社、2023年）
- 中高生のための文章読本ー読む力をつけるノンフィクション選 （筑摩書房、2022年）
- 校則改革ー理不尽な生徒指導に苦しむ教師たちの挑戦 （東洋館出版社、2021年）
- 「自由」の危機ー息苦しさの正体（集英社新書、2021年）
- 現象学とは何かー哲学と学問を刷新する（筑摩書房、2020年）
- 学校ってなんだろうー"学校"について自由に語ろう （学事出版、2020年）
- 民主主義と教育の再創造ーデューイ研究の未来へ （勁草書房、2020年）
- 教育委員会が本気出したらスゴかった。ーコロナ禍に2週間でオンライン授業を実現した熊本市の奇跡 （時事通信社出版局、2020年）
- ポスト・コロナショックの学校で教師が考えておきたいこと（東洋館出版社、2020年）
- プラグマティズムを学ぶ人のために（世界思想社、2017年）
- 教育の理念と思想のフロンティア（晃洋書房、2017年）
- ワークで学ぶ道徳教育（ナカニシヤ出版、2016年）
- ワークで学ぶ教育学（ナカニシヤ出版、2015年）
- 受難の子ども~いじめ・体罰・虐待（一藝社、2015年）
- きょうしつのつくり方（旬報社、2015年）
- 高校生のための哲学・思想入門 哲学の名著セレクション（筑摩書房、2014年）
- 道徳教育のフロンティア（晃洋書房、2014年）
- 教育システムと社会ーその理論的検討（世織書房、2014年）
- 21世紀の思想的課題—転換期の価値意識（国際書院、2013年）
- 哲学書で読む 最強の哲学入門（学研パブリッシング、2013年）
- 図解 哲学がわかる本（学研パブリッシング、2013年）
- 知識ゼロからのニーチェ入門（幻冬舎、2012年）
- 道徳教育を考えるー多様な声に応答するために（法律文化社、2012年）
- よい教育とは何か（北大路書房、2011年）
- なぜいま医療でメタ理論なのか（北大路書房、2009年）
- 子どもと教育の未来を考える（北樹出版、2009年）
- 作業療法士・理学療法士　臨床実習ガイドブック（誠信書房、2009年）
- 知識ゼロからの哲学入門（幻冬舎2008年）
- 信念対立の克服をどう考えるか（北大路書房、2008年）

## テレビ
- 2012年 テレビ朝日CS ニュースの深層
- 2012年 NHK Eテレ 新世代が解く!ニッポンのジレンマ〜僕らの救国の教育論〜
- 2013年 日本テレビ NexT
- 2016年 熊本朝日放送 くまパワ
- 2017年、2019年、2020年　NHK Eテレ ウワサの保護者会
- 2019年 NHKスペシャル「“不登校”44万人の衝撃」
- 2020年 TOKYO MXテレビ　田村淳の訊きたい放題
- 2020年 NHK総合　ニュースウォッチナイン
- 2020年 NHK総合　視点・論点
- 2020年 NHK Eテレ　ウワサの子ども会

## ラジオ
- 2011年 TBSラジオ 生島ヒロシのおはよう一直線
- 2013年 J-Wave MAKE IT 21
- 2015年 FMK Morning Glory

## 賞歴
- 2004年 第23回昭和池田賞
- 2009年 日本デューイ学会研究奨励賞